# Facilitering
Facilitering (af latin facilis: gørbart, let at gøre) er den teknik at gøre det lettere for en forsamlet gruppe mennesker at udrette det, den ønsker. 
Facilitator er en slags mødeleder eller ordstyrer, der bistår gruppen ved at styre formen på deltagernes samtale og interaktion snarere end indholdet. Facilitator guider gruppen fremad ved at fremsætte anmodninger og vejledende spørgsmål, som deltagerne accepterer at følge -- i den udstrækning, de respekterer facilitator. Dette kan ses i kontrast til den større indholdsstyring af møder og grupper, som en leder ofte anvender sig af.

## Etymologi
Den latinske rod er facere (lave, gøre) som genfindes i faktum, "det som er gjort" (og ikke bare er fri fantasi). Med adjektivendelsen -ilis betegnes "det som kan gøres", og vi får facile (fransk let) og facilitet, installation der gør livet bekvemt. Holberg bruger facilitere i betydningen lette, fremme, men senest er det kommet ind i dansk igen via engelsk facilitate, herunder i den nærværende snævrere betydning, der på engelsk kaldes group facilitation: at gøre arbejdet lettere specifikt for en forsamlet gruppe mennesker. 

## Historie
Den praksis at facilitere, dvs. at styre form og proces for menneskers interaktion, er formentlig ældre end begrebet, hvis oprindelse er usikker. Midt i 1900-tallet opstod "selvstyrede" gruppeformer som Tavistock-instituttets gruppeforskning, Carl Rogers selvhjælpsgrupper, Paolo Freires pædagogik for de undertrykte i samtalegrupper, Anonyme Alkoholikere m.m. Her oplevede deltagerne at komme til orde i gruppen på deres egne præmisser, uden den vante halvautoritære styring fra en leder, lærer eller læge.
Virksomhedskonsulenter var indtil 1980'erne overvejende indholdseksperter, men blev, som påpeget af den amerikanske organisationsforsker Edgar Schein, også mere procesorienterede: Organisationens ledelse og medarbejdere har selv den nødvendige viden, så proceskonsulenten tilrettelægger en udviklingsproces for dem, der hjælper dem med at mobilisere og udnytte denne viden. Proceskonsulenter benytter sig af facilitering i interventioner, workshopforløb og kurser.,  Blandt udsendte, der arbejder i den tredje verden, har man i et par årtier faciliteret læring og udvikling af de lokale kræfter, der skal opleve medejerskab, for at donorlandets indsats ikke skal være omsonst.
Efter den tidlige "How to Make Meetings Work" , der i 1976 introducerede facilitatorrollen i møder, har en lang række praktiske bøger om facilitering set dagens lys på engelsk, bl.a. af forfattere som John Heron, Roger Schwartz, Christine Hogan og Ingrid Bens..

## Anvendelsesområder
Hvor mødearrangører erkender et behov for deltagerinvolvering, vil man typisk finde en facilitator. Ellers bruges en traditionel dirigent, ordstyrer, mødeleder eller, på det seneste, en journalist der kan skabe en tv-lignende debat i panelet på scenen. 
Begivenheder, der i stigende grad faciliteres, omfatter borgermøder, miljøhøringer, foreningstræf, såkaldte camps, personaleseminarer, teambuildingevents, konferencer, strategiworkshops og mange andre former for udviklingsforløb, procesgennemførelse og forandringsforberedelse. Eksterne (selvstændige) eller interne (i organisationen ansatte) konsulenter udfører typisk disse større faciliteringsopgaver. Linjeledere og projektledere synes i stigende grad at gribe til posen med faciliteringsteknikker for at styre deres egne faste møder. 

## Faciliteringsteknikker, eksempler
Brainstorming: Facilitator præsenterer teknikken, skriver deltagernes ideer på tavlen, standser ethvert tilløb til kritik, osv.
Dot-voting: 50 mennesker skal vælge to forslag blandt 20. De får fem små farvede klistermærke-dots hver til placering på et eller flere forslag efter eget valg. Alle går op til tavlen og gør det. Facilitator styrer processen og bekendtgør resultatet – som alle typisk accepterer, fordi processen er demokratisk og gennemsigtig.
Diskussionsstyring i stort møde: Facilitator støtter sig kun nødtørftigt til talerliste og bestræber sig i stedet på at lade alle, der vil, komme nogenlunde ligeligt til orde, selv om det ikke bliver efter tur og orden, alt i mens nye emner, der dukker op, identificeres som sådan og holdes adskilt og drøftes i den mest hensigtsmæssige rækkefølge.
Samtalefokusering i lille møde: Hvis ekstroverte deltagere dominerer mødet, holdes de venligt, men bestemt tilbage af facilitator, der inviterer andre på, evt. først gennem en tavs refleksion, hvor alle tænker et par minutter, eller gennem en sidemandssummen, hvor deltagerne parvist ytrer sig om det foreliggende emne. Derpå hører facilitator lidt fra dem alle igen, evt. via en lynrunde, hvor alle får et halvt eller et helt minut til at udtrykke en pointe.
Fælles handling, ikke fælles holdning. Mennesker søger ofte at nå til enighed ved at prøve at overtale hinanden gennem diskussion. Men det er ikke nødvendigt at have fælles holdninger for at kunne handle fornuftigt sammen. Facilitator beder først parterne udtrykke hvad deres lidt dybere interesser er, dvs. hvad ligger bag de holdninger, parterne fremsætter? Når alle har hørt disse interesser, sætter parterne sig på linje med ansigtet vendt mod en tavle og brainstormer helt uforpligtende på initiativer, der kunne tilgodese alles interesser. De ideer skriver facilitator på tavlen. Til sidst bistår facilitator parterne med at sortere i løsningsforslagene og forhandle om, hvilke de kan gå med til, gerne helt krejler-agtigt: "Nå, hvis du giver Bente det, hvad vil du så gerne have, hun gør til gengæld? Bente, kan du gå med til det? Nå ikke, hvad så med det her?" Således kan en løsning søges, uagtet hvad parterne har af holdninger.

## Præcisering og afgrænsning
Når facilitator kommer udefra som en neutral tredjepart, kan rollen minde om mediators, idet mediation kan forstås som en særlig teknik for faciliteret konfliktløsning . Assisteret forhandling efter Harvard-metoden har også faciliterede træk, ligesom forhandling som trænerunderstøttet også kan forstås som faciliteret. Eksterne konsulenter opfatter af og til sig selv som neutrale tredjeparter, men er jo hyret ind af en rekvirent, som forventer en vis loyalitet fra den "neutrale" konsulent.
To betydninger af "facilitere" strides på dansk p.t.: Dels en meget bred, hvor ordet erstatter "lette" eller "fremme", eller ligefrem "sikre" eller "sørge for", som da statsminister Lars Løkke Rasmussen om klimatopmødet sagde "Vores opgave er at facilitere den mest mulige ambitiøse aftale i København til december", og dels en snæver, den nærværende: den at styre en forsamlet flok menneskers samtale gennem særlig fokus på form og proces.